# 空中測量
空中測量又稱航空攝影測量或者航空測量（英語：Aerial photogrammetry或Aerophotogrammetry），是一種遙距感應的測量方法，測量者本身並沒有親身接觸過所測量的事物，而只利用探測工具從空中量度或感應地面上被測量物的特質和位置。其主要目的是得到立體空間中，各種物體的形狀、位置和特性（例如：地質狀況、植被生長情況、建築物的種類等）。應用範圍可從學術研究、地理資訊系統、各種工程的設計與規劃、災害分析，到軍事目的等。
航空測量時，為了要得到立體空間的資訊（可用來建立數值高程模型，DEM，Digital Elevation Model），需要應用人眼產生立體視覺的原理（也就是因為兩眼相距一定的距離，所看到的景物不會完全相同、有視差，因而產生立體感），因此需要許多拍攝點不相同、但有重疊部分的影像來模擬立體效果，進而將此模擬出來的立體模型，進行量測、甚至繪製地形圖等。
一般常用的空中測量工具包含照相機、測光掃描儀、熱感探測器、雷達系統等。

## 飛行計畫
實施空中攝影測量時需擬定一套完整的飛行計畫，以所需最小成本達到測圖目的。
通常航測的目的主要是為了製作立體像對，透過立體測圖儀繪製地形圖，或製作正射影像等產品，不過在設計飛行計畫時所考慮的因素大致上有幾點相同：
1. 攝影的範圍
2. 攝影比例尺
3. 攝影機的焦距與像幅大小
4. 像片的前後重疊百分比與左右重疊百分比
5. 考虑航摄范围内地形的高差

根據以上五點原則考慮，通常地形圖的測繪像片的前後重疊百分比約為60%（航向重叠）、左右重疊百分比為15%~30%（旁向重叠），而更細分出以下計算項目：
1. 航高
2. 攝影間隔（兩幅立體像對間的物空間距離、或稱攝影基線長）
3. 航線間隔
4. 航線數目
5. 每條航線上之像片數目
6. 全部像片數目

當然，航空測量的飛行計劃要視乎測量範圍的地形形狀、地表情況、以及製圖目的而定。若果測量範圍同時有高山及低地，則前後重疊及左右重疊比率則要大幅提高以維持足夠的重壘率。

## 航空測量膠卷選擇
黑白膠卷成本較低、微粒幼細。適合純作測量及地圖製作之用。不過由於膠卷成本相對機組人員成本、飛行成本及飛行空間成本相對較便宜。因此近年大都會採用彩色或多光譜菲林拍攝。彩色膠卷微粒較粗，但方便使用者作地貌分析。
另外有一種偽色紅外線膠卷，由於近紅外線特性和可見光相約，但可以容易區分生長植物和染病或死亡植物，以及水源。因此對環境保護及分析有相當功用。亦能容易辨認偽裝設施。